# Souris (Manitoba)
Pour les articles homonymes, voir Souris (homonymie).
Souris est une ville de la province du Manitoba (Canada). Elle est située dans le sud-ouest de la province, sur la rivière Souris, qui lui a donné son nom.

## Histoire
Les premiers colons de Souris, menés par Squire Sowden, étaient au nombre de 36 personnes. Ils se sont établis sur la rive de la rivière Souris en 1881. M. Sowden a aussi offert à la ville un opéra (1892) et un parc, Victoria Park (1897).
L'agriculture (céréales, élevage), le transport ferroviaire et l'industrie (agro-alimentaire, meubles, briques) ont permis à la petite communauté de se développer jusqu'à la Première Guerre mondiale. Pendant la Seconde Guerre mondiale, Souris fut choisie pour accueillir l'un des centres canadiens du British Commonwealth Air Training Program. On y installa une école de pilotage qui demeura active de 1943 à 1945.

## Pont suspendu
La ville de Souris est connue pour abriter le plus long pont piétonnier suspendu du Canada (184 m de longueur). Construit en 1904, il traverse la rivière Souris. Il a été détruit par une crue en 1976 et en 2011 pour enfin être reconstruit plus haut en 2013.
En 2005, Postes Canada a représenté le pont suspendu de Souris sur un timbre.

## Démographie
| 2001  | 2006  | 2011  | 2016  |
| ----- | ----- | ----- | ----- |
| 1 716 | 1 772 | 1 716 | 1 876 |

## Sport
La ville est représentée par l’équipe de hockey sur glace des Southwest Cougars au plus haut niveau mineur de la province, elle remporte le titre deux saisons consécutives en 1998 et 1999.

## Personnalités liées
- Andy Murray, ancien entraîneur-chef des Kings de Los Angeles et des Blues de Saint-Louis, a grandi à Souris.